# (9798) 1996 JK
(9798) 1996 JK là một tiểu hành tinh vành đai chính. Nó được phát hiện bởi Seiji Ueda và Hiroshi Kaneda ở Kushiro, Hokkaidō, Nhật Bản, ngày 8 tháng 5 năm 1996.